# Кехдериджан
Кехдериджа́н (перс. قهدریجان‎) — город в центральном Иране, в провинции Исфахан. Входит в состав шахрестана Фелаверджан.

## География
Город находится в юго-западной части Исфахана, в гористой местности восточного Загроса, на высоте 1614 метров над уровнем моря.
Кехдериджан расположен на расстоянии приблизительно 15 километров к западу-юго-западу (WSW) от Исфахана, административного центра провинции и на расстоянии 337 километров к югу от Тегерана, столицы страны. Ближайший гражданский аэропорт расположен в городе Исфахан.

## Население
По данным переписи, на 2006 год население составляло 30 002 человека.
| 1986   | 1991   | 1996   | 2006   | 2012   |
| ------ | ------ | ------ | ------ | ------ |
| 22 468 | 26 581 | 27 109 | 30 002 | 31 361 |